# Crocidura ludia
Crocidura ludia — вид ссавців родини Soricidae. Зустрічається в Камеруні, Центральноафриканській Республіці, Республіці Конго та Демократичній Республіці Конго. Його природне середовище існування — субтропічні або тропічні вологі рівнинні ліси.